# Łukasz Najder
Łukasz Najder (ur. 25 lutego 1976) – polski literaturoznawca, publicysta, pisarz, krytyk literacki, bloger.

## Życiorys
Łukasz Najder jest absolwentem filologii polskiej na Wydziale Filologicznym Uniwersytetu Łódzkiego. Później odbył staż w prywatnej szkole, pracował jako bibliotekarz, podjął podyplomowe studia dziennikarskie oraz pracował w dziale promocji łódzkiego wydawnictwa. Następnie zaczął recenzować książki dla mniejszych czasopism. 
Pracuje jako redaktor w Wydawnictwie Czarne oraz jest publicystą – pisze m.in. dla „Dwutygodnika”, „Pisma”, „Polityki”, „Tygodnika Powszechnego” i „Znaku”. 
Jest autorem bloga literackiego „Pocztówki z paranoi” wydawanego przez serwis Ultramaryna, publikowanego następnie na Facebooku. Jest także autorem książek Transmisje (2014) i Moja osoba. Eseje i przygody (2020) oraz współautorem książki Delfin w malinach. Snobizmy i obyczaje ostatniej dekady (2017).
W 2015 roku obok m.in. Agaty Diduszko-Zyglewskiej, Jacka Dehnela i Olgi Tokarczuk był jedną z osób, które podpisały list otwarty polskich środowisk twórczych przeciw wypowiedzi ministra spraw zagranicznych Witolda Waszczykowskiego dotyczącej uchodźców.

### Życie prywatne
Do 2010 mieszkał w kamienicy na osiedlu Chojny w Łodzi przy ul. Piasecznej, następnie przeniósł się do Zgierza.
Jego żona jest sekretarzem redakcji Wydawnictwa Czarne.

## Publikacje
- Transmisje, Code Red Tomasz Stachewicz, 2014, ISBN 978-83-6441-684-2.
- Delfin w malinach. Snobizmy i obyczaje ostatniej dekady, red. Ł. Najder, Wołowiec: Wydawnictwo Czarne, 2017, ISBN 978-83-8049-615-6.
- Moja osoba: eseje i przygody, Wydanie I, Dwutygodnik.com, Wołowiec: Wydawnictwo Czarne, 2020, ISBN 978-83-8049-982-9.